# Gömöry Dávid
Gömöry Dávid (néhol: Gömöri; Rozsnyó, 1708. május 5. – Győr, 1795. október 14.) győri orvos, alkimista. 

## Tanulmányai
Gömöry Dávid és Wachsmann Katalin fia. Apja korán meghalt, így anyja nevelte.
Csetneken járt iskolába. 1720-tól a késmárki gimnáziumban, 1724-től a soproni líceumban, végül Pozsonyban végezte a gimnáziumot.
Visszatért Késmárkra és Fischer Dániel orvos mellett két évig orvossegédként tevékenykedett. 1731. október 8-án beiratkozott a Jénai Egyetemre, ahol 1733. október 26-án orvosdoktori oklevelet kapott. Rövid ideig a Bécsi Egyetemen is tanult.

## Életpályája
A diploma megszerzése után egy ideig Rozsnyón gyógyított, majd Győrben telepedett le. 1769-ben már Gömöry Dávid volt a megyei tisztiorvos, aki sokat küszködött a vérhasjárvány ellen. A megyei közgyűlési jegyzőkönyvekben olvasható, hogy milyen betegségeket kezelt a városban a XVIII. század második felében.
1741. október 28-án testvérével, Jánossal együtt Mária Teréziától magyar nemességet, és címeres nemeslevelet kapott. Gömöry Dávidnak feleségétől Halvar Zsuzsanna asszonytól született fia nemes Gömöry Dávid, valamint nemes Gömöry Zsuzsanna Katalin.
Alkimistaként is hírnevet szerzett. Kapcsolatban állt a kor híres alkimistáival. Nem feltétlenül az aranycsinálás volt a célja, sokkal inkább a Bölcsek Kövének megtalálása, mert szerinte annak segítségével hozható létre a halhatatlan élet.
A magyar orvosi irodalom úttörői között tartják számon, több latin nyelvű értekezés szerzője. A győri Striebig nyomda természettudományi témájú kiadványainak sorát Gömöry Dávid 1739-ben kinyomtatott „A pestisről való orvosi tanácslás”-a nyitotta meg. A XVIII. sz. utolsó negyedében birtokosa volt a Kazinczy u. 6. számú háznak.

## Művei
- Gömöry Dávid (1732), De Syllogismo, mathematica noua methodo conscripta, Jéna
- Gömöry Dávid (1733), De Peripneumonia, Jéna
- Gömöry Dávid. A pestisről való orvosi tanácslás (magyar nyelven) (1739)
- Gömöry Dávid. Praxis medica usui apothecae manualis pharmaceuticae accommodata (latin nyelven)